# Catonephele orbifera
Catonephele orbifera är en fjärilsart som beskrevs av Konrad Fiedler 1933. Catonephele orbifera ingår i släktet Catonephele och familjen praktfjärilar. Inga underarter finns listade i Catalogue of Life.